# Riedel (cráter)

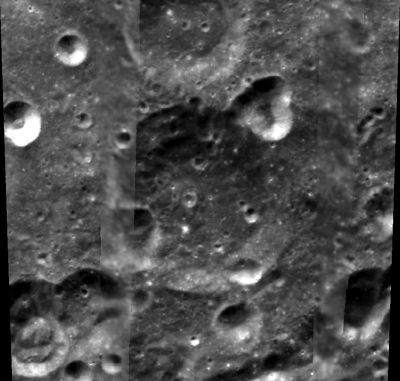
Fotografía de la misión Clementine (1994)

Riedel es un cráter de impacto perteneciente a la cara oculta de la Luna. Se encuentra al norte-noreste del cráter Karrer, y al sur de Leavitt.
|  |

Es un cráter desgastado, con impactos más pequeños en el borde hacia el norte y el suroeste. Un pequeño cratercillo yace sobre la pared interior meridional. El suelo interior parece relativamente libre de rasgos distintivos, con solo un pequeño cráter en la parte sur del piso.

## Cráteres satélite
Por convención estos elementos son identificados en los mapas lunares poniendo la letra en el lado del punto medio del cráter que está más cercano a Riedel.
|        | \| Riedel \| Coordenadas \| Diámetro \| \| ------ \| -------------------------------- \| -------- \| \| G \| 49°12′S 133°36′O / -49.2, -133.6 \| 26 km \| \| Q \| 49°54′S 141°42′O / -49.9, -141.7 \| 25 km \| \| Z \| 47°24′S 139°42′O / -47.4, -139.7 \| 30 km \| |          |
| Riedel | Coordenadas | Diámetro |
| G      | 49°12′S 133°36′O / -49.2, -133.6 | 26 km    |
| Q      | 49°54′S 141°42′O / -49.9, -141.7 | 25 km    |
| Z      | 47°24′S 139°42′O / -47.4, -139.7 | 30 km    |